# Pihem
Pihem (flämisch: Pittem) ist eine französische Gemeinde mit 928 Einwohnern (Stand: 1. Januar 2022) im Département Pas-de-Calais in der Region Hauts-de-France (vor 2016: Nord-Pas-de-Calais). Sie gehört zum Arrondissement Saint-Omer und zum Kanton Lumbres. Die Einwohner werden Pihémois genannt.

## Geographie
Pihem liegt etwa sieben Kilometer südsüdwestlich von Saint-Omer. Die Gemeinde ist Teil des Regionalen Naturparks Caps et Marais d’Opale.
Nachbargemeinden von Pihem sind Hallines im Nordwesten und Norden, Helfaut im Nordosten und Osten, Inghem im Osten und Südosten, Herbelles im Süden, Cléty im Südwesten sowie Remilly-Wirquin im Südwesten und Westen.

## Bevölkerungsentwicklung
| Jahr                       | 1962 | 1968 | 1975 | 1982 | 1990 | 1999 | 2006 | 2013 | 2020 |
| Einwohner                  | 519  | 532  | 515  | 616  | 802  | 893  | 942  | 985  | 947  |
| Quellen: Cassini und INSEE |      |      |      |      |      |      |      |      |      |

## Sehenswürdigkeiten
- Kirche Saint-Pierre-aux-Liens aus dem 12. Jahrhundert, Umbauten aus dem 14. und 16. Jahrhundert

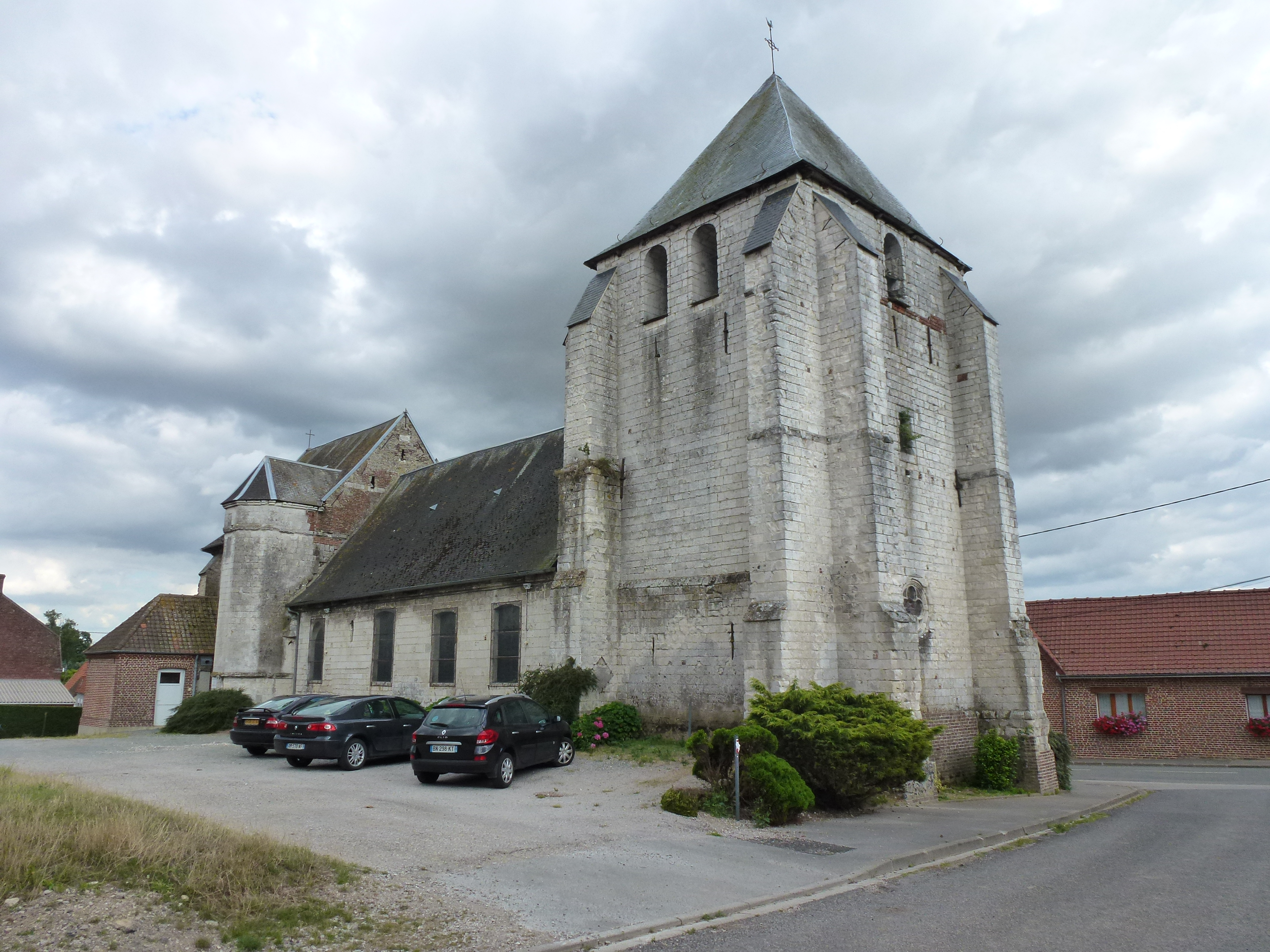
Kirche Saint-Pierre-aux-Liens

- Burgreste bei Bientques